# Kupientyn
Kupientyn – wieś w Polsce położona w województwie mazowieckim, w powiecie sokołowskim, w gminie Sabnie. Ma status sołectwa. Leży nad Cetynią dopływem Bugu.
W latach 1954–1961 wieś należała do gromady Suchodół Włościański, po zmianie siedziby i nazwy, należała i była siedzibą władz gromady Kupientyn, po jej zniesieniu w gromadzie Sabnie. W latach 1975–1998 miejscowość administracyjnie należała do województwa siedleckiego.
Wierni kościoła rzymskokatolickiego należą do parafii Niepokalanego Serca Najświętszej Maryi Panny w Sokołowie Podlaskim